# Василенко, Николай Григорьевич
Николай Григорьевич Василенко (1911—1944) — красноармеец Рабоче-крестьянской Красной Армии, участник советско-финской и Великой Отечественной войн, Герой Советского Союза (1944).

## Биография
Николай Василенко родился в 1911 года в посёлке имени Петровского (ныне — город Городище Черкасской области) в крестьянской семье. Окончил начальную школу, после чего работал на кирпичном заводе в Городище, затем в колхозе имени Шевченко. В 1939 году был призван на службу в Рабоче-крестьянскую Красную Армию. Принимал участие в советско-финской войне. В феврале 1944 года Василенко был повторно призван в армию, был стрелком 936-го стрелкового полка 254-й стрелковой дивизии 52-й армии 2-го Украинского фронта. Отличился во время форсирования Прута и освобождения Румынии.
28 марта 1944 года Василенко переправился через Прут в районе населённого пункта Кырпици (ныне — Виктория) к северу от Ясс и с ходу вступил в бой. Продвинувшись вперёд, он вышел к Кырпици. Для ликвидации плацдарма противника предпринял семь контратак крупными силами. В ходе их отражения Василенко уничтожил около 150 вражеских солдат и офицеров. 31 марта в ходе форсирования своим батальоном реки Жижия пулемётным огнём Василенко прикрывал его переправу. 9 апреля 1944 года батальон приступил к штурму мощно укреплённой высоты. В том бою Василенко уничтожил большое количество вражеских солдат и офицеров, погибнув при этом сам. Похоронен в районе Виктории.
Указом Президиума Верховного Совета СССР от 13 сентября 1944 года за «мужество, отвагу и героизм, проявленные в борьбе с немецкими захватчиками» красноармеец Николай Василенко посмертно был удостоен звания Героя Советского Союза. Также был награждён орденом Ленина.